# Marcin Wrona (dziennikarz)
Marcin Wrona (ur. w 1969 w Krakowie) – polski dziennikarz, DJ, reporter i korespondent Faktów w Stanach Zjednoczonych. W przeszłości współautor audycji JW23 oraz reporter radia RMF FM i prowadzący w telewizji TVN talk-show Pod napięciem.

## Życiorys
Ukończył II LO w Krakowie. Jako student anglistyki na Uniwersytecie Jagiellońskim karierę dziennikarską rozpoczął w 1989 w Radiu Kraków. W 1990 rozpoczął pracę w radiu RMF FM. Był DJ-em, dziennikarzem i reporterem informacyjnym, współtwórcą i prowadzącym (wraz z Marcinem Jędrychem) audycję JW23. W latach 1994–1996 był jednym z gospodarzy programu publicystycznego Puls dnia w TVP1. Od 1997 pracuje w telewizji TVN. W latach 1997–1998 był reporterem Faktów. W latach 1998–2006 prowadził talk-show Pod napięciem. Od 2006 jest korespondentem Faktów w Stanach Zjednoczonych, gdzie relacjonował m.in. Wybory prezydenckie w Stanach Zjednoczonych w 2016 roku, 2020 roku, 2024 roku, szturm na Kapitol Stanów Zjednoczonych czy próba zamachu na Donalda Trumpa. W styczniu 2010 roku przebywał na Haiti, gdzie relacjonował zniszczenia po katastrofalnym trzęsieniu ziemi. 
W 1999 został laureatem antynagrody Hiena Roku, przyznawanej przez Stowarzyszenie Dziennikarzy Polskich. 
W 2025 otrzymał Nagrodę Specjalną Bożeny i Mariusza Walterów za całokształt pracy dziennikarskiej.
Jest autorem książki Wrony w Ameryce (2012), opisującej jego wrażenia z pobytu w Stanach Zjednoczonych i Wroną po Stanach (2020), w której razem ze swoimi dziećmi (Mają i Jankiem) opisał 8 stanów z perspektywy turysty.